# Salma (unità di misura)
La salma (dal tardo latino sagma, attraverso un probabile passaggio non attestato sauma, che a sua volta deriva dal greco σάγμα, sagma con il significato di «soma, carico, basto») è un'antica unità di misura, diffusa nel passato soprattutto in Sicilia.

## Storia
Per la prima volta l'uso legale della salma è previsto nel capitolo LXII De fideli aestimatione terragiorum facienda, emanato da Giacomo I di Sicilia (1285-1295), sia come misura delle terre sia come misura degli alimenti.
Nella Riforma di misure e pesi siciliani del 1601 la salma è stabilita come unità di misura per la superficie e per la capacità degli aridi, ma è vietata per la misura di capacità dei liquidi.
Nel 1809 la riforma ferdinandea dei pesi e delle misure siciliane confermò l'uso della salma come unità di misura  per la capacità degli aridi e per la superficie. In quest'occasione fu recensito il valore della salma per la misura della superficie nei diversi circondari siciliani, per cui risultarono 48 valori diversi compresi tra i 11320,83 m² di Acireale e i 60288,50 m² di Palermo.

## Capacità
La salma è un'unità di misura di capacità per aridi, pari a circa 275,089 litri. La salma equivale a quattro bisacce o a sedici tomoli. 
Nel 1809 vennero censite 48 diverse salme.
Una salma era di 16 tomoli e ogni tomolo era pari a una corda quadrata.
| Tavola | Canna di       | Corda di canne | Salma (in m²) | Note                                                                             |
| ------ | -------------- | -------------- | ------------- | -------------------------------------------------------------------------------- |
| 1      | Palermo        | 13             | 11320,83      | [ 4 ]                                                                            |
| 2      | Palermo        | 14             | 13129,48      | [ 4 ]                                                                            |
| 3      | Palermo        | 16             | 17148,71      | [ 4 ] [ 5 ] [ 6 ] [ 7 ] [ 8 ] [ 9 ]                                              |
| 4      | Messina        | 16             | 17896,42      | [ 7 ] [ 8 ] [ 9 ]                                                                |
| 5      | Palermo        | 17             | 19359,29      | [ 9 ]                                                                            |
| 6      | Palermo        | 18             | 21703,84      | [ 4 ] [ 7 ] [ 8 ] [ 9 ]                                                          |
| 7      | Messina        | 18             | 22650,16      | [ 7 ] [ 8 ] [ 9 ]                                                                |
| 8      | Palermo        | 18,25          | 22310,91      | [ 4 ] [ 8 ] [ 9 ] [ 10 ] [ 11 ] [ 12 ] [ 13 ] [ 14 ] [ 15 ] [ 16 ]               |
| 9      | Messina        | 18,25          | 23283,62      |                                                                                  |
| 10     | Palermo        | 18,5           | 22926,38      |                                                                                  |
| 11     | Palermo        | 18,75          | 23550,17      | [ 17 ]                                                                           |
| 12     | Lipari         | 18,75          | 24043,36      | [ 7 ]                                                                            |
| 13     | Palermo        | 19,25          | 24822,93      | [ 13 ]                                                                           |
| 14     | Palermo        | 19,3746        | 25145,31      | [ 16 ]                                                                           |
| 15     | Palermo        | 20             | 26794,87      | [ 4 ] [ 14 ] [ 15 ] [ 16 ] [ 19 ] [ 20 ] [ 21 ]                                  |
| 16     | Acireale       | 20             | 27554,97      | [ 4 ]                                                                            |
| 17     | Messina        | 20             | 27963,06      |                                                                                  |
| 18     | Palermo        | 20,25          | 27468,92      | [ 20 ]                                                                           |
| 19     | Palermo        | 20,4114        | 27908,53      | [ 23 ] [ 24 ] [ 25 ]                                                             |
| 20     | Palermo        | 21             | 29541,34      | [ 19 ]                                                                           |
| 21     | Palermo        | 21,25          | 30248,89      | [ 19 ]                                                                           |
| 22     | Palermo        | 21,3542        | 30546,15      | [ 24 ]                                                                           |
| 23     | Palermo        | 21,5           | 30964,82      | [ 23 ]                                                                           |
| 24     | Palermo        | 22             | 32421,79      | [ 5 ] [ 15 ] [ 19 ] [ 21 ] [ 25 ]                                                |
| 25     | Messina        | 22             | 33835,43      | [ 5 ]                                                                            |
| 26     | Palermo        | 22,25          | 33162,83      | [ 13 ] [ 16 ] [ 19 ]                                                             |
| 27     | Palermo        | 22,3607        | 33493,58      | [ 16 ] [ 20 ] [ 24 ] [ 29 ] [ 30 ]                                               |
| 28     | Palermo        | 22,5           | 33912,25      | [ 10 ] [ 15 ] [ 17 ] [ 19 ]                                                      |
| 29     | Palermo        | 22,625         | 34290,10      | [ 6 ] [ 11 ] [ 13 ] [ 21 ] [ 31 ]                                                |
| 30     | Palermo        | 22,6274        | 34297,43      | [ 4 ] [ 5 ] [ 6 ] [ 10 ] [ 11 ] [ 13 ] [ 21 ] [ 23 ] [ 24 ] [ 25 ] [ 31 ] [ 33 ] |
| 31     | Castrogiovanni | 22,6274        | 34828,23      | [ 11 ]                                                                           |
| 32     | Caltagirone    | 22,6274        | 35741,37      | [ 31 ]                                                                           |
| 33     | Palermo        | 22,75          | 34670,07      |                                                                                  |
| 34     | Palermo        | 23,7171        | 37680,28      | [ 17 ]                                                                           |
| 35     | Girgenti       | 23,7171        | 38999,98      | [ 10 ] [ 17 ] [ 19 ]                                                             |
| 36     | Palermo        | 23,75          | 37784,95      | [ 10 ] [ 17 ] [ 19 ] [ 20 ]                                                      |
| 37     | Girgenti       | 23,75          | 39108,31      | [ 10 ] [ 17 ] [ 19 ]                                                             |
| 38     | Palermo        | 24             | 38584,61      | [ 8 ]                                                                            |
| 39     | Messina        | 24             | 40266,81      |                                                                                  |
| 40     | Palermo        | 24,5           | 40209,04      | [ 19 ]                                                                           |
| 41     | Palermo        | 25             | 41866,98      | [ 30 ]                                                                           |
| 42     | Palermo        | 25,4531        | 43398,41      | [ 10 ]                                                                           |
| 43     | Palermo        | 25,5           | 43558,40      | [ 10 ]                                                                           |
| 44     | Palermo        | 25,625         | 43986,49      | [ 6 ]                                                                            |
| 45     | Messina        | 26             | 47257,74      | [ 4 ]                                                                            |
| 46     | Palermo        | 28             | 52517,94      | [ 4 ] [ 5 ]                                                                      |
| 47     | Acireale       | 28             | 54007,73      | [ 4 ]                                                                            |
| 48     | Palermo        | 30             | 60288,50      |                                                                                  |

## Superficie
La salma è anche un'unità di misura di superficie, equivalente all'incirca a 17.462 m², ma con notevoli variazioni da una località all'altra. La salma equivale a quattro bisacce o a sedici tomoli.

## Peso
La salma è anche un'unità di misura di peso, usata per le portate utili delle imbarcazioni nel XVI secolo: equivale a tre cantari, cioè è circa pari a 238 kg.